# Хаузен (Нижняя Бавария)
Хаузен (нем. Hausen) — община в Германии, в Республике Бавария.
Община расположена в правительственном округе Нижняя Бавария в районе Кельхайм и непосредственно подчиняется управлению административного сообщества Лангквайд. Население составляет 2016 человек (на 31 декабря 2010 года). Занимает площадь 34,59 км².

## Население
По оценке на 31 декабря 2015 года население общины Хаузен составляет 2063 чел. 

| Дата      | 1840 | 1871 | 1900 | 1925 | 1939 | 1950 | 1961 | 1970 | 1987 | 2011 |
| --------- | ---- | ---- | ---- | ---- | ---- | ---- | ---- | ---- | ---- | ---- |
| Население | 920  | 1143 | 1393 | 1407 | 1438 | 1824 | 1484 | 1582 | 1720 | 2034 |

| Год       | 1960 | 1970 | 1980 | 1990 | 2000 | 2009 | 2010 | 2011 | 2012 | 2013 | 2014 | 2015 |
| --------- | ---- | ---- | ---- | ---- | ---- | ---- | ---- | ---- | ---- | ---- | ---- | ---- |
| Население | 1495 | 1571 | 1568 | 1780 | 1969 | 2013 | 2016 | 2044 | 2036 | 2057 | 2084 | 2063 |